# Duplipensar
Duplopensar ou verdade godiniana ou, ainda, duplipensar é o ato de aceitar simultaneamente duas crenças mutuamente contraditórias como corretas, muitas vezes em contextos sociais distintos. É relacionado, mas diferente da hipocrisia e da neutralidade. Duplipensar é notável pela dissonância cognitiva, ou seja, o sujeito não tem ciência alguma da contradição entre suas crenças.
George Orwell foi quem inventou o conceito de "duplipensar" em seu romance Mil Novecentos e Oitenta e Quatro, como "o poder de manter duas crenças contraditórias na mente ao mesmo tempo (…)". De acordo com a obra de Orwell:
| “ | Saber e não saber, estar consciente de sua completa sinceridade ao exprimir mentiras cuidadosamente arquitetadas, defender simultaneamente duas opiniões que se cancelam mutuamente, sabendo que se contradizem, e ainda assim acreditar em ambas; usar a lógica contra a lógica, repudiar a moralidade e apropriar-se dela, crer na impossibilidade da Democracia e que o Partido era o guardião da Democracia; esquecer o quanto fosse necessário esquecer, trazê-lo à memória prontamente no momento preciso, e depois torná-lo a esquecer; e acima de tudo, aplicar o próprio processo ao processo. Essa era a sutileza máxima: induzir conscientemente a inconsciência, e então, tornar-se inconsciente do ato de hipnose que se acabava de realizar. Até para compreender a palavra "duplipensar" era necessário usar o duplipensar. | ” |

E também, numa descrição mais resumida:
| “ | O poder de manter duas crenças contraditórias na mente ao mesmo tempo, de contar mentiras deliberadas e ao mesmo tempo acreditar genuinamente nelas, e esquecer qualquer fato que tenha se tornado inconveniente. | ” |

No X Encontro Nacional da Associação Nacional de Direitos Humanos, Pesquisa e Pós-Graduação (ANDHEP), o duplipensar foi apresentado como um efeito constante na construção jurídica do Brasil. Consequentemente, segundo o artigo publicado nos anais do evento, entender o duplipensamento ajuda a compreender os caminhos e descaminhos da democracia brasileira.